# 藤原忠雅
藤原 忠雅（ふじわら の ただまさ）は、平安時代末期から鎌倉時代初期にかけての公卿。藤原北家、権中納言・藤原忠宗の次男。官位は従一位・太政大臣。花山院太政大臣と号す。花山院家3代。

## 経歴
忠雅は幼少時に父を亡くし、母方の叔父・藤原家成に引き取られて育った。治天である鳥羽院第一の寵臣の家成の引き立てもあり、院近臣として順調に出世を重ねる。保延元年（1135年）、12歳で土佐権守となった後、保延2年（1136年）に右少将、左少将兼美濃守、保延3年（1137年）に従四位下、保延4年（1138年）に従四位上、左近衛権中将、春宮権亮、正四位下、讃岐介、正四位上、蔵人頭となり、永治2年（1142年）に19歳で従三位として公卿に列する。この年より「悪左府」として有名な藤原頼長と男色関係に入る。
康治2年（1143年）に美作権守、久安元年（1145年）に参議、久安3年（1147年）に播磨権守、久安4年（1148年）正三位・権中納言、久安6年（1149年）に右兵衛督、仁平2年（1152年）に左兵衛督、久寿2年（1155年）に検非違使別当、保元元年（1156年）に中納言、左衛門督となる。力をつける平清盛にも近づき、子・兼雅と清盛の娘を結婚させる事に成功する。保元4年（1159年）に従二位、永暦元年（1160年）に権大納言、応保元年（1161年）に正二位大納言、仁安元年（1166年）に右大将、右馬寮御監、仁安2年（1167年）に清盛の太政大臣昇任に伴い内大臣。
仁安3年（1168年）5月17日、辞職した清盛の後任として太政大臣就任、従一位に叙される。嘉応2年（1170年）6月6日まで勤める。承安元年（1171年）には娘を後任の太政大臣で後に関白になる松殿基房に嫁がせる。このように忠雅は、巧みな婚姻政策によって平氏政権の下で昇進し、後の花山院家の発展の礎を築いた。
元暦2年（1185年）62歳で出家、法名は理覚。建久4年（1193年）、70歳で薨御。

## 系譜
- 父：藤原忠宗
- 母：藤原家保の娘
- 妻：藤原家成の娘
  - 男子：藤原兼雅（1148-1200）
  - 男子：忠恵 - 興福寺法眼
  - 男子：忠雲[1]（?-1185） - 宝幢院検校
  - 女子：藤原忠子[2]（菩提院旧褝尼）（?-1220） - 松殿基房室
  - 女子：源通親側室
- 生母不明の子女
  - 男子：藤原兼経
  - 養子：藤原行雅 - 実は三条公行の子
  - 養子：藤原隆雅 - 実は藤原家長の子